# Fra Pavel
Fra Pavel Rašek er en fiktiv karakter i Philip Pullmans trilogi Det gyldne kompas. Rašek fra repræsentant og alethiometristen i "Dicsiplinærommissionen". 